# Estação Colonel Fabien
Colonel Fabien é uma estação da linha 2 do Metrô de Paris, localizada no limite do 10.º e do 19.º arrondissement de Paris, sob a place du Colonel-Fabien.

## Localização
A estação está localizada no boulevard de la Villette na place du Colonel-Fabien. Indo em direção a Porte Dauphine, esta é a última estação subterrânea antes da seção elevada da linha.

## História

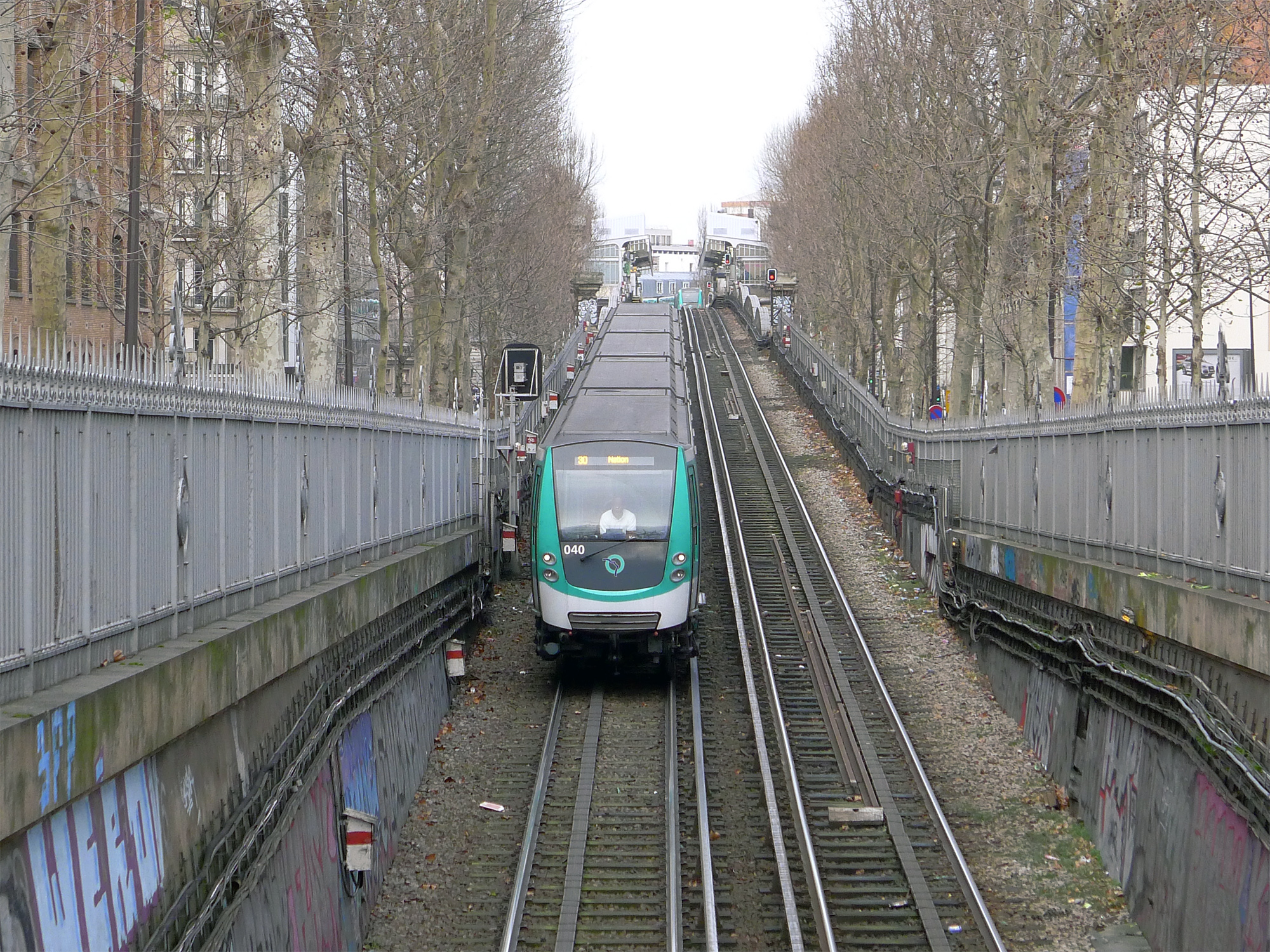
Metrô chegando na estação em proveniência de Jaurès.

A estação foi inicialmente chamada de Combat, do nome da "place du Combat" (um estabelecimento organizado de combate de animais neste local entre 1778 e 1850).
O local foi renomeado após a Segunda Guerra Mundial, em 19 de agosto de 1945, depois de um dos pseudônimos de Pierre Georges durante a Resistência, o "Coronel Fabien".
Em 2011, 4 554 566 passageiros entraram nesta estação. Ela viu entrar 4 808 282 passageiros em 2013, o que a coloca na 90ª posição das estações de metrô por sua frequência.

## Serviços aos passageiros

### Acesso
A estação tem apenas um único acesso que leva ao 83, boulevard de la Villette. Ele possui uma edícula Guimard desenhada em 1900, que foi inscrita como monumento histórico desde 29 de maio de 1978.

### Plataformas
Coronel Fabien é uma estação de configuração padrão: ela tem duas plataformas laterais separadas pelas vias do metrô e a abóbada é elíptica. A decoração é do estilo utilizado pela maioria das estações de metrô com telhas de cerâmica brancas biseladas recobrindo os pés-direitos, a abóbada, os tímpanos e as saídas dos corredores, enquanto que a iluminação é fornecida por uma faixa-tubo. Os quadros publicitários são metálicos e o nome da estação é inscrito na fonte Parisine em placas esmaltadas. Os assentos são do estilo "Motte" de cor azul.

### Intermodalidade
A estação é servida pelas linhas 46 e 75 da rede de ônibus RATP.

## Pontos turísticos
- Hôpital Saint-Louis
- Sede do Partido Comunista Francês (construída entre 1967 e 1972, obra do arquiteto brasileiro Oscar Niemeyer)
- Lycée Gustave-Ferrié